# 兵庫県道269号福岡出合線
兵庫県道269号福岡出合線（ひょうごけんどう269ごう ふくおかであいせん）は、兵庫県美方郡香美町から養父市に至る一般県道である。

## 概要
美方郡香美町村岡区福岡から養父市出合に至る。以前は兵庫県道269号福岡関宮線だったが、養父市発足により兵庫県道269号福岡養父線に改称し、さらに2013年（平成25年）4月1日に兵庫県道269号福岡出合線に改称した。

### 路線データ
- 起点：美方郡香美町村岡区福岡（ハチ北口交差点、国道9号交点、兵庫県道531号茅野福岡線終点）
- 終点：養父市出合（兵庫県道87号関宮小代線交点）
- 総延長：8.593 km

## 歴史
- 1959年（昭和34年） - 兵庫県告示第692号により福岡関宮線として認定。当時の整理番号は288[1]。
- 2013年（平成25年）4月1日 - 兵庫県告示第546号により、路線名を福岡養父線から福岡出合線に変更[1]。

## 地理

### 通過する自治体
- 美方郡香美町
- 養父市

### 交差する道路
| 交差する道路                    | 市町村名 | 市町村名 | 交差する場所 | 交差する場所          |
| ------------------------------- | -------- | -------- | ------------ | --------------------- |
| 国道9号 兵庫県道531号茅野福岡線 | 美方郡   | 香美町   | 村岡区福岡   | ハチ北口交差点 / 起点 |
| 兵庫県道87号関宮小代線          | 養父市   | 養父市   | 出合         | 終点                  |

### 沿線
- 美方警察署 福岡駐在所
- 福岡郵便局
- 香美町立兎塚小学校

### 峠
- 大野峠（美方郡香美町 - 養父市）